# 安念潤司
安念 潤司（あんねん じゅんじ、1955年8月12日 - ）は、日本の法学者。中央大学大学院法務研究科教授。弁護士（第一東京弁護士会、渡部晃法律事務所）。北海道雨竜郡納内村（現在の深川市）生まれ。

## 経歴
- 1974年03月 - 北海道旭川東高等学校卒業
- 1979年03月 - 東京大学法学部第1類（私法コース）卒業[2]
- 1979年04月 - 東京大学法学部助手
- 1982年08月 - 北海道大学法学部助教授
- 1985年04月 - 成蹊大学法学部助教授
- 1992年02月 - 弁護士登録
- 1993年04月 - 成蹊大学法学部教授
- 2004年04月 - 成蹊大学大学院法務研究科教授
- 2007年12月 - 中央大学大学院法務研究科教授

### その他の職歴
- 東京大学国際・産学共同研究センター客員教授
- 政策研究大学院大学客員教授
- 東京理科大学専門職大学院（知的財産戦略専攻）客員教授
- 2007年1月 - 内閣府規制改革・民間開放推進会議委員
- 2011年11月1日 - 2012年3月15日 経済産業省電気料金制度・運用の見直しに係る有識者会議座長[3]
- 2012年5月15日 - 電気料金審査専門小委員会[4]（旧電気料金審査専門委員会）委員長[5]
- 2013年1月 - 内閣府規制改革会議委員
- 2016年9月 - 内閣府規制改革推進会議委員[6]
- 2017年6月 - 2021年6月 東京電力ホールディングス社外取締役

## 人物
東京大学法学部助手として小林直樹に師事。専門は憲法学であったが、行政法・民法・法と経済学・知的財産法についても論文を書く。2002年にはTBSの早朝番組『いちばん!』にコメンテーターとしてレギュラー出演した。司法制度改革や憲法9条に関する話題についても言及している。
2012年6月20日、東京電力の家庭向け電気料金値上げを検証する専門家委員会（電気料金審査専門委員会）で「東電は最初から会社更生しておくべきだった」と異例の発言をし、会社更生法の適用など法的処理が適切だったとの見方を示した ｡ 
2013年3月6日、関西電力と九州電力の料金値上げの査定方針を取りまとめた電気料金審査専門委員会で、「原発を再稼働させるのは完全に適法。国が再稼働してはいけないと言う方が違法だ」「原発をすぐに立ち上げればコスト増にならず、われわれもこういうこと（電気料金値上げの査定）をやらずに済んだ」と強調した。「原子力規制委員会が審査して、再稼働を認めるなんてことは全く理解できない。そういう審査権は法令のどこにもない」と指摘。「各社は直ちに再稼働していいというのが私の考え。にもかかわらず、何となく原発を止めていなければいけないのは、法治主義の大原則に正面から反する」との持論を展開した。

## 著書
- 『憲法〈1〉統治機構 (有斐閣Sシリーズ)』共著、（有斐閣、1992年）
- 『憲法〈2〉人権 (有斐閣Sシリーズ) 』共著、（有斐閣、1992年）
- 『憲法問題〈7(1996)〉―「特集」戦後日本社会の構造変化と憲法 』共著、（三省堂、1996年）
- 『ホーンブック 憲法』共著、（北樹出版、2000年）
- 『法学ナビゲーション (有斐閣アルマ)』共著、（有斐閣、2001年）
- 『経済現象と法 (別冊NBL (No.83)) 』共著、（商事法務、2003年）
- 『岩波講座 憲法〈6〉憲法と時間』共著、（岩波書店、2007年）
- 『改訂版 政策法務の基礎知識 立法能力・訟務能力の向上にむけて』共著、（第一法規出版、2008）
- 『論点 日本国憲法―憲法を学ぶための基礎知識』共著、（東京法令出版、2010年）